# Frixuelu
El frixuelu, fayuelu o frisuelo és un dolç típic d'Astúries, Lleó i Cantàbria fet a base de farina, llet i ou. És similar als creps i es menja típicament pel Carnaval i pel dijous gras, festa que a Astúries és coneguda com a Comadres.

## Degustació
La forma tradicional de menjar-los és enrotllant-los i omplint-los de mel o melmelada, nata, compota de poma o xocolata desfeta.

## Variants
El frixuelu és també una de les postres típiques de la cuina lleonesa, on es coneix amb el nom de frigüelu, i a més de la forma típica de cuinar-los n'hi ha una altra de pròpia del centre de Lleó, a la zona de l'Alfoz, que s'anomena frigüelu de paella. Tot i que la recepta és la mateixa, sí que canvia la manera de cuinar-los, perquè es fregeix amb molt d'oli i formant petites boles.
Una altra varietat lleonesa del frixuelu és la fiyuela, que substitueix la llet per sang i hi afegeix pruna, poma o panses.
També a Lleó s'acostuma a menjar durant tot l'any com a berenar acompanyat de cafè amb llet o xocolata, no amb begudes alcohòliques.